# 峨眉厚喙菊
峨眉厚喙菊（学名：Dubyaea omeiensis），为菊科厚喙菊属下的一个植物种。